# Goniada multidentopsis
Goniada multidentopsis är en ringmaskart som beskrevs av Perkins 1980. Goniada multidentopsis ingår i släktet Goniada och familjen Goniadidae. Inga underarter finns listade i Catalogue of Life.